# Aby Raoul
Aby Akrobou Raoul Modeste est un homme politique ivoirien né à Marcory-Anoumabo (Abidjan). Il est depuis le 21 avril 2013, le maire de la commune de Marcory,.

## Biographie

### Études et formations
Aby Raoul a fait ses études primaires à Treichville, précisement à l’école protestante et à l’école régionale de Treichville. Il fait ensuite ses études secondaires au collège Voltaire avant de partir en France, où il poursuit les études universitaires. Il y obtient non seulement, un diplôme d’Ingénieur et un Master Spécialisé en Management de la qualité Industrielle et tertiaire au groupe ISMCM/CESTI de Paris ; mais aussi trois diplômes de 3ème cycle, respectivement en Économie et Droit à l’Université Paris X, puis en Psychosociologie du travail à l’Université Paris VII. Il est aussi détenteur d’un certificat général en Administration et Gestion du Personnel obtenu au Cnam à Paris.

### Expérience professionnelle
Aby Raoul commence sa carrière professionnelle en tant que conseiller et formateur auprès de plusieurs cabinets de formation en France et en Côte d’Ivoire. Plus tard, il occupe chez DHL Côte d’Ivoire, la fonction de Responsable audit et qualité. En plus de cela, il a dirigé le Cabinet d’Audit et Conseil en Afrique (ACA), pour ensuite s’engager dans l’Enseignement Supérieur où il va occuper le poste de Directeur du département management et qualité du groupe Instec avant de devenir Président puis Directeur général du groupe CSI-Pôle polytechnique. Il est le fondateur d’une Université privée.

### Militantisme politique
Aby Raoul est membre du Parti Démocratique de Côte d’Ivoire (PDCI-RDA). Délégué communal dudit parti dans la commune de Marcory, il a été secrétaire général de section PDCI à Marcory-Anoumabo.

### Vie associative
Aby Raoul est le président fondateur des ONG Anoumabo 2000 et Victor Amagou qui organisent chaque année des activités caritatives au bénéfice des populations de Marcory.

## Distinctions
- Lauréat du Super Grand Prix Argent Panafricain International des Leaders (PADEL) en 2021 [6]